# Kelly Catlin
Kelly Catlin (Saint Paul, Minnesota, 1995. november 3. – Stanford, Kalifornia, 2019. március 7.) olimpiai ezüstérmes és háromszoros világbajnok amerikai pályakerékpáros. 2016-ban, 2017-ben és 2018-ban csapatban szerzett világbajnoki címet, profi pályafutása során a Rally Cycling versenyzője volt.

## Sportpályafutása
2013-ban hetedik helyen végzett a toszkánai junior világbajnokság időfutamában és kilencedik lett az országúti versenyen. 2014-ben hazájában U23-as országos bajnok volt.
A 2015-ös, Torontóban rendezett Pánamerikai játékokon megnyerte a nők egyéni időfutamát. Csapatban ezüstérmes lett Sarah Hammer, Ruth Winder és Jennifer Valente csapattársaként.
2016-ban a pályakerékpáros világbajnokságon Sarah Hammerrel, Chloé Dygerttel és Jennifer Valentével csapatbajnoki címet szerzett. A Rio de Janeiróban rendezett olimpián női csapat üldözőversenyben ezüstérmet szereztek ugyanebben a felállásban.
Catlin a következő két évben megvédte csapattársaival a világbajnoki címét, egyéniben két bronzérmet szerzett ezeken a tornákon.

## Magánélete
Catlin a Minnesotai Egyetemen tanult, majd a Stanford Egyetemen számítástechnikai és matematikai mérnöki diplomát szerzett. 2019. március 7-én este öngyilkos lett, amit édesapja is megerősített. Három hónappal korábban súlyos agyrázkódást szenvedett.

## Eredményei
2013
2013-as junior-világbajnokság
7. hely az időfutamban
9. hely az országúti versenyen
2015
2. hely a pánamerikai játékok csapatversenyében (Sarah Hammer, Lauren Tamayo, Ruth Winder, Jennifer Valente)
2016
1. hely a világbajnokság csapatversenyében
2. hely az Olimpia női üldözéses csapatversenyében (Chloé Dygert, Jennifer Valente, Ruth Winder)
2017
1. hely a világbajnokság csapatversenyében
3. hely az egyéni időfutamban
2018
1. hely a világbajnokság csapatversenyében
3. hely az egyéni időfutamban